# Vingt ans et un jour
 (septembre 2024).
- Si vous ne connaissez pas le sujet, laissez ce bandeau (vous pouvez alors contacter les auteurs).
- Si vous supprimez le contenu mis en cause (vous pouvez préalablement contacter les auteurs),

argumentez précisément cette suppression dans la page de discussion
(un manque de référence n'est pas un argument ; une recherche réelle de référence doit avoir été effectuée, être formellement documentée).
Pour les articles homonymes, voir Vingt ans (homonymie).
Vingt ans et un jour (titre original : Veinte años y un día) est un roman de Jorge Semprún, publié en espagnol en 2003 et l'année suivante en version française dans une traduction de Serge Mestre.
Quasiment autobiographique comme la plupart des livres de Jorge Semprun, son action se situe au cours de l'année 1956, un peu après les grandes manifestations étudiantes opposées au régime franquiste.

## Présentation
Le titre Vingt ans et un jour représente la peine que la justice franquiste réservait aux dirigeants politiques de l'opposition clandestine. Jorge Semprun brosse le portrait d'un pays toujours traumatisé par la terrible guerre civile qui l'a durablement marqué mais qui aime aussi penser à l'avenir et à une possible réconciliation. Les histoires et les anecdotes se mêlent et s'emmêlent -comme souvent chez Semprun- autour d'une surprenante histoire centrale, romanesque et théâtrale, où il ne faut pas se fier aux apparences, surtout avec un narrateur qui "s'avance masqué". Nous sommes au cours de l'été 1956 en Espagne et un historien nord-américain nommé Michael Leidson arrive dans le pays pour y effectuer des recherches sur la guerre civile. Ceci n'offre rien de très original mais tout ne va pas se dérouler comme prévu.
À sa grande surprise, cet homme avec son regard extérieur, même s'il parle bien la langue du pays, va se trouver aux prises avec de bien étranges événements. À la Maestranza, une grande propriété de la région, il pensait naïvement assister à un rituel vieux de vingt ans : depuis 1936, année qui marque l'assassinat du jeune homme qui devait héritier de ce riche domaine par des paysans, cette grande famille fait rejouer chaque année les scènes de sa mort. Mais cette fois-ci, cette espèce de cérémonie expiatoire ne se déroule pas comme d'habitude : Michael Leidson assistera à l'inhumation d'un des tueurs de la victime et qui plus est, l'un de ses meilleurs amis d'enfance.

## Résumé
Beaucoup de questions se posent à propos de cette mystérieuse cérémonie : c'est comme un roman policier, l'énigme est posée au départ et il faut remonter dans les événements, dans la biographie des protagonistes ce qui a bien pu se produire.
Étrange cérémonie en effet dans le vaste domaine de La Maestranza, dans la crypte, on s'apprête à enterrer ensemble le maître José Maria et le domestique Chema, principal responsable du soulèvement des journaliers, le 18 juillet 1936. Que s'est-il passé ce jour-là, à la Maestranza ? Pourquoi cette fusillade, alors que personne n'en voulait à ces patrons, les paysans désiraient seulement collectiviser le domaine ? Pourquoi tant de temps après procéder à cette inhumation commune, qui apparaît comme scandaleuse ?
Juillet 1956, dans le petit village de l'Espagne profonde, à Quismondo près de Tolède, les habitants du domaine de la Maestranza se préparent pour célébrer le vingtième anniversaire du début de la guerre civile et l'assassinat le 18 juillet 1936 d'un des trois frères propriétaires du domaine: « Cette mort, écrit Semprun, bien qu'elle fût cause de tout, n'était pas la chose la plus importante. Il y en eut tellement au cours de ces jours-là. Le plus intéressant, c'était ce qui arriva par la suite. Tous les ans, en effet, depuis la fin de la guerre civile, la famille - la veuve et les frères du défunt - organisait une commémoration le 18 juillet. Pas seulement une messe ou quelque chose de ce genre, mais vraiment une authentique cérémonie expiatoire et théâtrale. Les paysans de la propriété devaient reproduire le fameux assassinat : faire semblant de le reproduire, bien entendu. »
Cette cérémonie rappelait étrangement ces petites pièces en un acte jouées pour la fête du Saint-Sacrement, en Espagne au XVIIe siècle, une tradition que même un homme comme  Ernest Hemingway, pourtant habitué à la guerre, trouva de très mauvais goût. Ce recours à une vieille symbolique chrétienne et le retour à un ordre social brutalement rétabli par la franquisme avivait les haines inexpiables nées de la guerre civile et créait une culpabilité qui interdisait de se tourner vers l'avenir.  
Même si Jorge Semprun a écrit le scénario de La guerre est finie, elle est toujours présente dans les cœurs et dans les esprits et il faut parcourir les arcanes des souvenirs pour y voir un peu plus clair... Jorge Semprun dessine un pays qui se cherche dans la dure réalité du franquisme des années 50, de la répression policière qui nie l'espoir de changement qui se fait jour dans la jeunesse. L'église catholique elle-même est très partagée et, même si la hiérarchie a choisi le camp franquiste, l'un des frères du défunt que décrit Semprun, père jésuite et lecteur de Marx, n'hésite pas à introduire ses œuvres en fraude.
Mais la société est encore anesthésiée, la femme soumise, propriété de la famille dans ce monde dominé par les hommes où les êtres sont prisonniers de leurs préjugés, où le mariage est encore considéré comme un moindre mal, un compromis avec le péché. Le tableau qu'en dresse Jorge Semprun est comme une œuvre impressionniste, l'ensemble acquiert sa densité par petites touches successives, des va-et-vient constants qui remontent jusqu'à l'année 1935 pour sauter ensuite à l'automne 1985. Mais en juillet 1956, malgré quelques velléités de changement, les grèves des étudiants, rien n'a encore changé en Espagne.

## Interview de Jorge Semprun

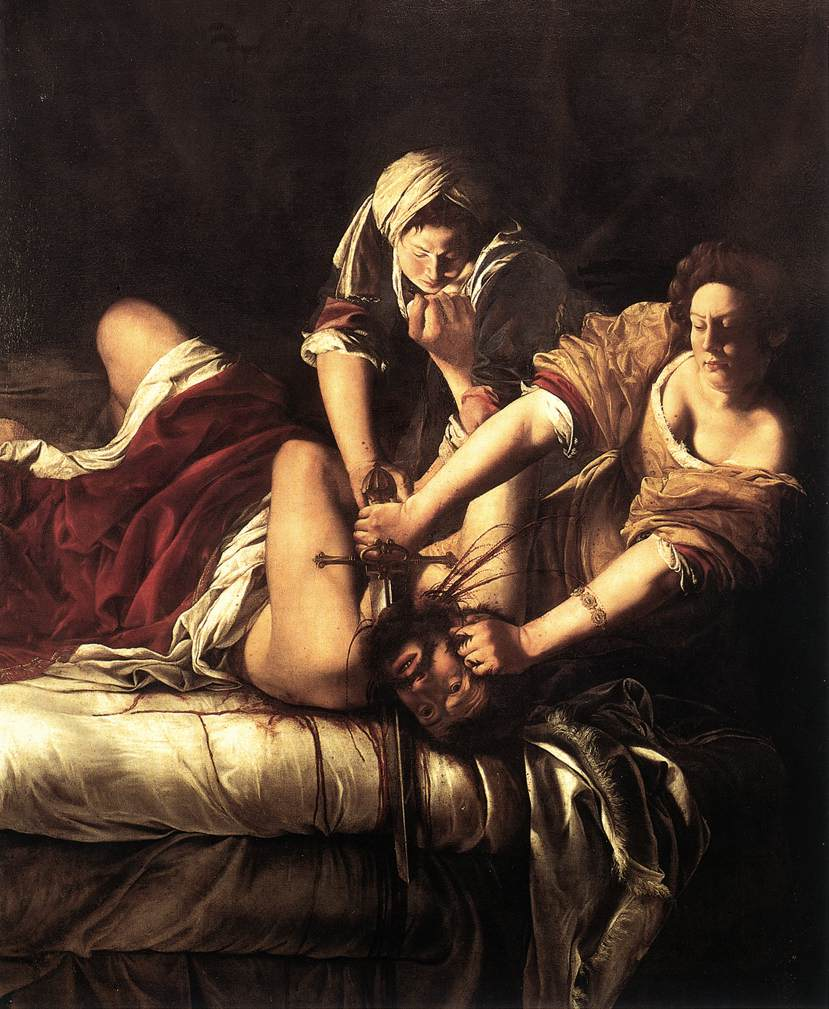
Judith et Holopherne (Naples)

À l'occasion de la parution de ce livre, Jorge Semprun est interviewé par son éditeur et donne quelques précisions sur sa démarche.
- En ce qui concerne le titre qu'il a choisi, il dit :

« (Vingt ans), c'est le délai qui s'est écoulé entre les deux principaux épisodes de l'histoire : le 18 juillet 1936 où un propriétaire terrien est assassiné et juillet 1956, l'année où se déroule le roman. C'était aussi le "tarif" encouru par tous les dirigeants clandestins anti-franquistes. Le jour rajouté rendait la procédure de liberté conditionnelle beaucoup plus difficile. Ce jour en plus était donc le jour fatidique. Il y a un jeu de miroir entre la temporalité des deux parties de l'histoire, celle du vécu et celle de la mémoire, et la peine qui menace le personnage de Federico Sánchez. »
- En ce qui concerne l'histoire, sa réalité et son écriture, il confie :

« (Cette histoire) est réelle dans le sens où le premier récit de cette cérémonie expiatoire m'a été fait par un très bon ami, Domingo Dominguín. La manière dont je relate les circonstances de ce premier récit, lors d'un déjeuner dans un restaurant  de Madrid en présence d'Hemingway est absolument exacte. Dominguín me l'a raconté une deuxième fois dans leur propriété familiale de La Companza, dans ce village de Quismondo qui existe réellement. La Companza d'ailleurs, m'a servi de modèle pour le domaine de La Maestranza qui lui, est totalement inventé.  Enfin, il a raconté cette histoire une troisième fois, avec un luxe de nouveaux détails. Mais à chaque récit, le lieu exact était variable : une fois c'était la région de Tolède, une autre en Estrémadure... Mais j'ai tout de même eu la confirmation indirecte que l'histoire, tout au moins dans son noyau central, était réelle, puisque Pepe Dominguín, le frère cadet de Domingo, a fait remarquer  que "pour une fois son aîné racontait une histoire vraie !"  Ensuite, j'ai brodé... »
Pour l'histoire elle-même, il reconnaît jouer « avec cette histoire, tantôt telle qu'elle m'a été racontée, tantôt comme je l'a raconte. Quelle est la version romanesque, quelle est la version réelle ? Par moments, je ne sais plus moi même ce qui appartient au récit d'origine et ce que j'ai rajouté ! »
À cette remarque que « tout le roman est traversé par un fil rouge, et même rouge sang : un tableau représentant « Judith et Holopherne », Jorge Semprun qui à 16 ans en 1939 découvre un livre de Michel Leiris L'Âge d'Homme, l'explique ainsi : « C'est une histoire très personnelle. [...] Il y a dans ce livre une longue analyse du thème de Judith qui m'avait beaucoup frappé. Comme tous ceux qui fréquentent des musées, j'ai vu bien des Judith et Holopherne, c'est un thème classique de la peinture de la Renaissance, surtout italienne. Mais, et c'est absolument vrai, la vision de cette Judith d'Artemisia Gentileschi au musée de Naples a été un choc. Immédiatement, les éléments épars de ce roman, qui était encore comme une nébuleuse, ont commencé à cristalliser. Cela dit, j'ai vu ce tableau en 1986, vous voyez le temps qu'il m'a fallu pour écrire le livre ! »

## Sources bibliographiques
- Jorge Semprún, Vingt ans et un jour, Éditions Gallimard en 2004 et Folio/Gallimard en 2006  (ISBN 2070336859)
- Bartolomé Bennassar, La guerre d'Espagne et ses lendemains, Éditions Perrin, Paris, 2004
- Figures de l'émigration républicaine
- Édouard de Blaye, Franco ou la monarchie sans roi, Éditions Stock, 1974

- Jorge Semprún, "Les chemins de la mémoire", film documentaire de José-Luis Peñafuerte

## Sources externes
- L'académie Goncourt
- Présentation de Nicole Maïon
- Vingt ans et un jour Vidéo INA